# Atto normativo

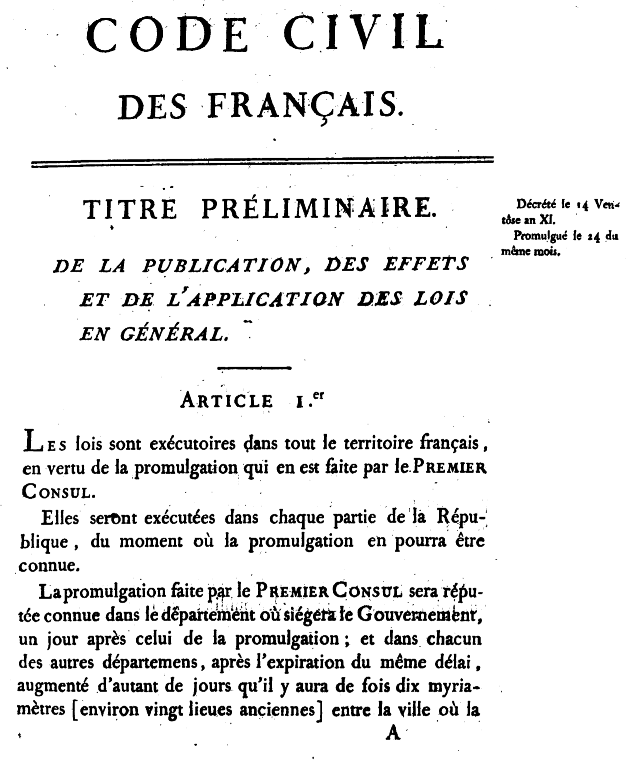
La prima pagina di un celebre atto normativo: il Code Napoléon

Un atto normativo, in diritto, è un atto giuridico che ha come effetto la creazione, modifica o abrogazione di norme generali e astratte di un determinato ordinamento giuridico in base alle norme sulla produzione giuridica vigenti nello stesso ordinamento.
Una norma è generale se si rivolge a una pluralità indeterminata di soggetti; è astratta se è applicabile a una pluralità indeterminata di casi. L'atto normativo, in quanto suscettibile di porre norme generali e astratte, si contrappone al provvedimento in senso stretto, che dispone per uno o più casi concreti e nei confronti di uno o più soggetti determinati. Esistono anche atti che pongono norme generali e concrete (ossia non astratte) oppure norme particolari (ossia non generali) e astratte: quanto ai primi, si suole escluderne il carattere normativo, che invece tende a essere riconosciuto ai secondi.
Gli atti normativi rientrano tra le fonti del diritto; attraverso di essi viene esercitata una delle funzioni pubbliche, la normazione. Negli attuali ordinamenti di civil law la grande maggioranza delle norme giuridiche è prodotta da atti normativi, mentre negli ordinamenti di common law la maggior parte delle norme è tuttora ricavata da precedenti giurisprudenziali, in forza del principio dello stare decisis, sebbene siano andate crescendo quelle prodotte da atti normativi. 

## Descrizione

### Atti normativi degli ordinamenti statali
Negli ordinamenti statali attuali sono atti normativi:
- la costituzione e, negli ordinamenti a costituzione rigida, le leggi che la modificano o integrano (leggi costituzionali); negli Stati federali anche i singoli Stati federati hanno proprie costituzioni (e leggi costituzionali) subordinate nella gerarchia delle fonti alla costituzione federale;
- gli statuti degli enti pubblici ai quali è riconosciuta autonomia statutaria, variamente collocati nella gerarchia delle fonti del diritto e, comunque, sovraordinati agli altri atti normativi emanati dall'ente;
- le leggi in senso formale, adottate dal potere legislativo, ossia dal parlamento e dagli eventuali analoghi organi di stati federati, regioni o altri enti territoriali ai quali è riconosciuta autonomia legislativa; in alcuni ordinamenti determinate materie sono riservate a leggi organiche, di rango intermedio tra costituzione e leggi ordinarie;
- gli atti aventi forza di legge emanati dal governo, nei casi consentiti dalla costituzione, subordinatamente alla successiva ratifica del parlamento o previa delega di quest'ultimo; tali atti sono di solito denominati decreti o ordinanze e ne sono esempi, in Italia, i decreti-legge e i decreti legislativi;
- gli atti emanati dal governo, da autorità indipendenti o da enti pubblici, territoriali e non, dotati di autonomia regolamentare, che di solito prendono il nome di regolamenti; tali atti sono collocati in una posizione subordinata alla legge nella gerarchia delle fonti del diritto;
- i regolamenti con cui le camere del parlamento e altri organi costituzionali disciplinano la loro organizzazione interna e il loro funzionamento; questi regolamenti, a differenza dei precedenti, non sono, nella maggioranza degli ordinamenti, subordinati alla legge ma posti sullo stesso piano, rapportandosi con essa secondo il principio di competenza (generale quella della legge, riservata a determinate materie quella del regolamento);
- negli ordinamenti di common law, gli atti emanati dagli organi giudiziari che, in tal modo, adottano le loro norme di procedura (le cosiddette rules of court); poiché il potere di emanare questi atti è conferito dalla legge, sono gerarchicamente subordinati alla medesima.

Sono denominate codici raccolte di norme, organizzate in maniera sistematica per disciplinare organicamente una determinata materia. Solitamente si tratta di leggi o, più spesso, atti aventi forza di legge; ciononostante, alcuni ordinamenti, come quello francese, hanno codici misti nei quali coesistono disposizioni di rango legislativo e regolamentare.

### Struttura dell'atto normativo
L'atto normativo è un testo, negli ordinamenti odierni generalmente scritto, che come tutti i testi si articola in enunciati linguistici di senso compiuto; tali enunciati, non necessariamente coincidenti con partizioni del testo come gli articoli o i commi, sono detti disposizioni. Dalla disposizione così intesa va tenuta distinta la norma in senso stretto, ossia il significato dell'enunciato, ricavato con un'operazione che prende il nome di interpretazione, tenendo conto che dalla medesima disposizione (o dal medesimo insieme di disposizioni) diversi interpreti (o lo stesso interprete in momenti diversi) possono ricavare norme diverse.
Dal punto di vista formale, il testo degli atti normativi è diviso in partizioni di base che in molti paesi prendono il nome di articoli (così in Italia, Svizzera, Francia e paesi francofoni, Spagna e paesi di lingua spagnola, Portogallo e paesi di lingua portoghese, Belgio, Paesi Bassi ecc.). In Germania e Austria sono, invece, denominate paragrafi, ma prendono il nome di articoli nelle costituzioni e in certe leggi, mentre nei paesi di lingua inglese la denominazione varia secondo il tipo di atto: article negli orders-in-council e in certe costituzioni, section nelle leggi e in altre costituzioni, regulation o rule negli atti subordinati alle leggi denominati regulations o rules ecc. Gli articoli o le analoghe partizioni possono a loro volta essere suddivisi in unità minori (come il comma italiano o l'alinéa francese) e, nei testi più complessi, raggruppati in unità più ampie, anche su più livelli, variamente denominati ("libro", "capo", "capitolo", "titolo" ecc.).